# Amphiura callida
Amphiura callida är en ormstjärneart som beskrevs av Albuquerque, Campos-Creasey och Guille 200. Amphiura callida ingår i släktet Amphiura och familjen trådormstjärnor. Inga underarter finns listade i Catalogue of Life.